# Frontera entre Malàisia i el Vietnam
La frontera entre Malàisia i el Vietnam és totalment marítima entre el mar de la Xina Meridional i el golf de Tailàndia. Ambdós països tenen reclamacions superposades per la plataforma continental del golf de Tailàndia. Tanmateix, han arribat a un acord per explotar conjuntament els recursos naturals a la zona controvertida pendent de resoldre la disputa sobre la sobirania. Al sud de la Xina, Malàisia i el Vietnam participen en les reclamacions multinacionals sobre algunes de les illes Spratly i les aigües adjacents.

## Disputes
La reclamació del límit de la plataforma continental no coincideix a causa de les diferents línies de base marítima que utilitza cada país per calcular la línia equidistant. Això ha donat lloc a una àrea de reclamacions superposades. El límit de la plataforma continental vietnamita va ser proclamat el 1971 pel govern sud-vietnamita i va ser la línia equidistant entre les illes de Malàisia i el Vietnam, sense tenir en compte les illes situades a la costa. La reclamació de Malàisia es fa a través d'un mapa marítim territorial i de plataforma continental publicat pel seu Departament de Cartografia i Estudis en 1979 que mostra el límit, dibuixat com la línia equidistant entre l'illa Redang de Malàisia i la costa vietnamita, ignorant illes fora la costa.
El terme oriental de qualsevol frontera futura de Malàisia-Vietnam sembla haver estat establert al final del nord de la frontera continental d'Indonèsia-Malàisia (1969) a un punt designat com el punt 20, amb les coordenades 6 ° 05.8 'N 105 ° 49.2' E. El punt 20 és el punt equidistant de les línies de base d'Indonèsia, Malàisia i el Vietnam. Encara que no està determinat per cap acord tripartit, els acords bilaterals que governen les fronteres marítimes Indonèsia-Malàisia i Indonèsia-Vietnam, així com l'acord per establir l'àrea de desenvolupament conjunta Malàisia-Vietnam (vegeu més avall) pràcticament configureu el punt 20 com a trifini dels tres països.
El terme occidental de la frontera entre Malàisia i Vietnam, que també ha de ser el trifini comuna per a Malàisia, Tailàndia i Vietnam, no s'ha determinat, ja que les fronteres entre els tres països estan subjectes a disputes. La determinació del trifini requeriria la solució de les disputes que impliquen la frontera de Malàisia-Tailàndia i Malàisia-Vietnam.
Curiosament, Tailàndia i Vietnam han acceptat una frontera de plataforma continental, amb un "Punt C" com a terme oriental de la plataforma continental comuna. Aquest punt (amb coordenades 07° 48' 00" N, 103° 02' 30" E) coincideix amb el Punt 43 en el mapa de 1979 produït pel Departament de Mapes i Enquestes de Malàisia que mostra les demandes territorials del mar i de la plataforma continental del país. A la perspectiva de Malàisia, el Punt 43 / Punt C seria el trifini comú de Malàisia, Tailàndia i Vietnam, i, per tant, el terme més occidental de la frontera comuna Malàisia-Vietnam. Tailàndia i Vietnam no reconeixen aquesta posició, ja que no reconeixen el límit de la plataforma continental de Malàisia afirmat al mapa de 1979.
| Punt                                                                                                 | Longitud (E)                                                                                         | Latitud (N)                                                                                          | Observacions | |
| Coordenades del punt d'inflexió del límit de la plataforma continental al mapa de Malàisia de 1979 C | Coordenades del punt d'inflexió del límit de la plataforma continental al mapa de Malàisia de 1979 C | Coordenades del punt d'inflexió del límit de la plataforma continental al mapa de Malàisia de 1979 C | Coordenades del punt d'inflexió del límit de la plataforma continental al mapa de Malàisia de 1979 C | Coordenades del punt d'inflexió del límit de la plataforma continental al mapa de Malàisia de 1979 C |
| --- | --- | --- | --- | --- |
| 41                                                                                                   | 105° 49'.2                                                                                           | 6° 5'.8                                                                                              | Igual que el punt 20 (extremitat nord) de la frontera continental d'Indonesia i Malàisia i el terme occidental de la frontera continental d'Indonèsia i Vietnam; Punt E de la Zona de definició conjunta Malàisia-Vietnam | |
| 42                                                                                                   | 104° 30'.0                                                                                           | 6° 48'.25                                                                                            | Igual que el punt F de l'àrea definida | |
| 43                                                                                                   | 103° 2'.5                                                                                            | 7° 48'.0                                                                                             | Igual que el punt C (terme oriental) de la frontera continental convencional Tailàndia-Vietnam | |
| Frontera de la plataforma continental reclamada per Vietnam                                          | | | | |
| 1 | 105° 49'.2                                                                                           | 6° 5'.8                                                                                              | Igual que el punt 20 (extremitat nord) de la frontera continental d'Indonesia-Malàisia i extrem occidental de la frontera continental-indonèsia-vietnamita; Punt E de la Zona de definició conjunta Malàisia-Vietnam      | |
| 2 | 103° 52'.0                                                                                           | 7° 3'.0                                                                                              | Igual que el punt D de l'àrea definida | |
| 3 | 103° 35'.71                                                                                          | 7° 18'.31                                                                                            | Igual que el punt C de l'àrea definida | |
| 4 | 103° 2'.5                                                                                            | 7° 48'.0                                                                                             | Igual que el punt 43 del mapa de Malàisia de 1979 i el punt C (terme oriental) de la frontera continental convencional Tailàndia-Vietnam                                                                                  | |